# Nautilothelphusa
Nautilothelphusa is een geslacht van kreeftachtigen uit de klasse van de Malacostraca (hogere kreeftachtigen).

## Soort
- Nautilothelphusa zimmeri (Balss, 1933)